# Monarda
Monarda L., 1753 è un genere di piante annuali o perenni della famiglia delle Lamiaceae, indigene del Nord America.
Il nome del genere è un omaggio al medico e naturalista spagnolo Nicolás Monardes  (1493-1578).

## Tassonomia
Comprende le seguenti specie:
- Monarda bartlettii Standl.
- Monarda bradburiana Beck
- Monarda citriodora Cerv. ex Lag.
- Monarda clinopodia L.
- Monarda clinopodioides A.Gray
- Monarda didyma L.
- Monarda eplingiana Standl.
- Monarda fistulosa L.
- Monarda fruticulosa Epling

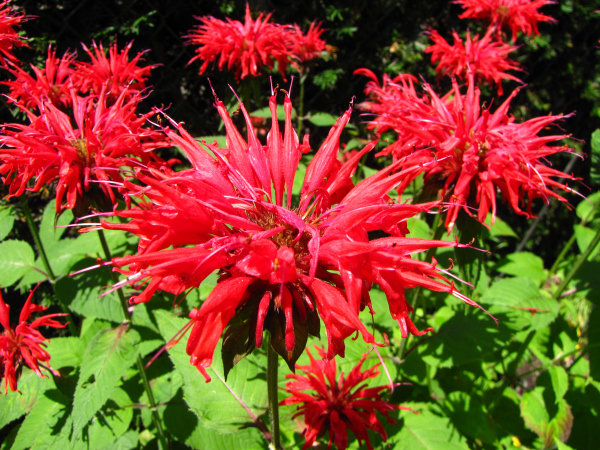
Monarda in fiore

- Monarda humilis (Torr.) Prather & J.A.Keith
- Monarda lindheimeri Engelm. & A.Gray
- Monarda maritima (Cory) Correll
- Monarda media Willd.
- Monarda pectinata Nutt.
- Monarda pringlei Fernald
- Monarda punctata L.
- Monarda russeliana Nutt.
- Monarda stanfieldii Small
- Monarda viridissima Correll

## Usi
Le foglie di M. didyma e M. citriodora hanno un aroma simile al bergamotto e vengono usate, essiccate, nelle bibite, nel tè e nei sacchetti profumati. Dalla Monarda didyma si ricava, infatti, il tè Oswego, il cui nome deriva dalla tribù degli Oswego che fece uso delle foglie di tale pianta, simile al tè cinese e ampiamente utilizzato in Gran Bretagna.
Dai fiori della monarda si ricava un'essenza odorosa denominata monardina, largamente impiegata nei settori della medicina e della profumeria. In medicina omeopatica è usata come antipiretico e digestivo.
Attualmente è coltivata in Italia nel territorio Alto Sebino. La pianta preferisce terreni ricchi di humus e particolarmente profondi.